# Église Notre-Dame-de-Lourdes de Casablanca
Pour les articles homonymes, voir Église Notre-Dame-de-Lourdes.
L'église Notre-Dame-de-Lourdes de Casablanca est une église paroissiale catholique située à Casablanca, au Maroc. Elle a été construite en 1954 par Achille Dangleterre et l'ingénieur Gaston Zimmer et constitue la deuxième église de Casablanca après l'église du Sacré-Cœur qui n'est plus affectée au culte aujourd'hui.
Elle est notamment fréquentée par de nombreux fidèles d'Afrique sub-saharienne.

## Vitraux
Les vitraux ont été réalisés par le verrier Gabriel Loire.

### Articles liés
- Église catholique au Maroc
- Liste des cathédrales du Maroc
- Églises au Maroc